# Eckart Spoo

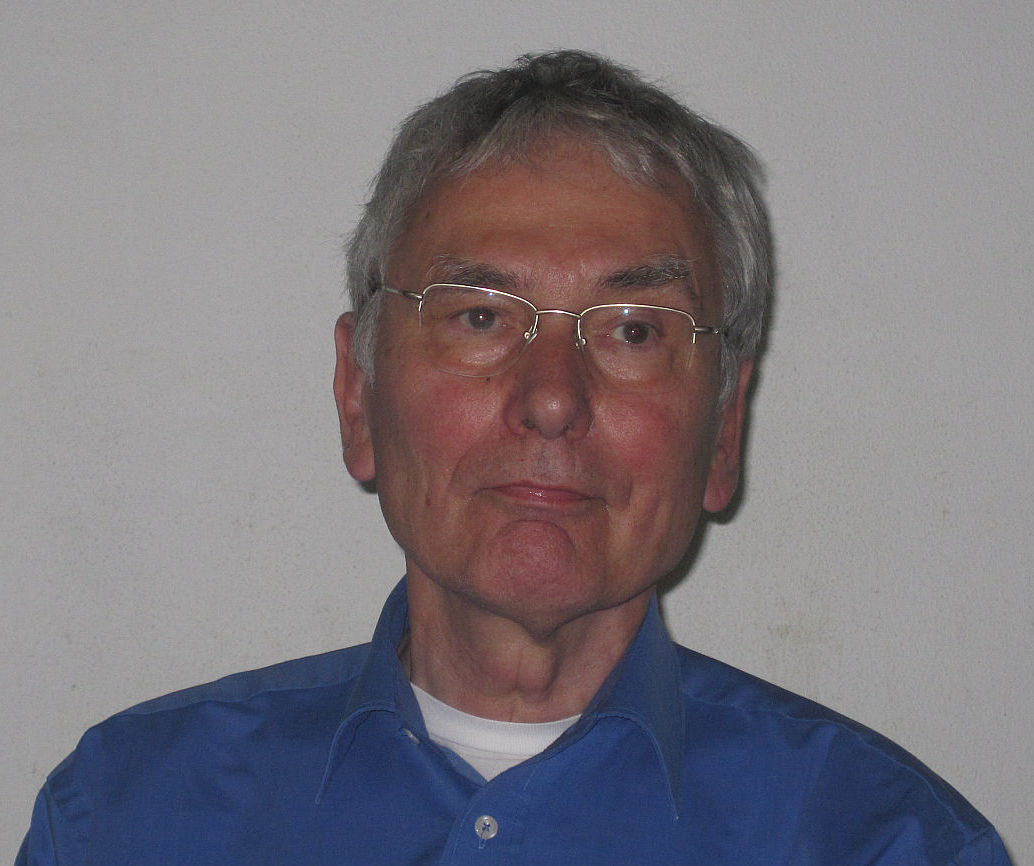
Eckart Spoo (2011)

Eckart Spoo (* 19. Dezember 1936 in Mönchengladbach; † 15. Dezember 2016 in Berlin) war ein deutscher Journalist und Publizist.

## Leben
Eckart Spoo besuchte das Stiftisch-Humanistische Gymnasium in Mönchengladbach bis zum Abitur 1956. Von 1962 bis 1997 war er Redakteur der Frankfurter Rundschau (FR), wo er oft gesellschaftskritische Reportagen aus linkssozialistischer Perspektive veröffentlichte. Nachdem ihn FR-Herausgeber Karl Gerold 1972 entlassen hatte, weil die Zeitung in dem von Spoo herausgegebenen Buch Die Tabus der bundesdeutschen Presse scharf angegriffen worden war, klagte er erfolgreich auf seine Wiedereinstellung. 1997 schied er aus der Redaktion der FR aus, gründete gemeinsam mit anderen Journalisten im selben Jahr die Zeitschrift Ossietzky und wurde deren Herausgeber und verantwortlicher Redakteur. 
Hier veröffentlichte er mit Hartwig Hohnsbein und Anderen kritische Artikel unter anderem zur Bundeswehr. 
Zudem schrieb er unter anderem für die linke Tageszeitung junge Welt und für den Grundrechte-Report. Spoo war Gründer der Bürgerinitiative Sozialismus.
Von 1970 bis 1986 war Spoo Vorsitzender der Deutschen Journalisten-Union (dju) in der IG Druck und Papier. Im Jahr 2003 hielt er zahlreiche Reden auf Demonstrationen gegen den Irakkrieg. Von 2006 bis 2009 war er berufenes Mitglied im Stiftungsrat der Bewegungsstiftung. Er war Vorstandsmitglied der Stiftung Deutsches Holocaust-Museum. Spoo lebte zuletzt in Berlin.

## Buchveröffentlichungen
- Vorwort. In: Christian Götz: Deutsche Jugend gen Osten: Die DJO-Kaderschmiede d. Nationalismus. Pressedienst der Demokratischen Aktion, München, um 1970.
- als Hrsg.: Die Tabus der bundesdeutschen Presse. Hanser, München 1971, ISBN 3-446-11400-9.
- mit Ralph Durchleuchter: Schülerzeitungszensur in Bayern: Fälle und Folgen. Eine Dokumentation. Hrsg.: Pressedienst Demokratische Initiative; Junge Presse Bayern e. V.; Konkret, Pressedienst Demokrat. Initiative; Hamburg, München, 1976.
- mit Hasso Düvel, Werner Holtfort und Wolfgang Bittner: Sturmfest und erdverwachsen. Schwarze Geschichten über Ernst Albrecht und die CDU. Steidl Verlag, Göttingen 1980, ISBN 3-88243-010-9.
- mit Werner Holtfort, Rainer Butenschön und Rolf Wernstedt: Die Welfen und ihr Schatz. Geschichten um Ernst August und Ernst Albrecht, Steidl Verlag, Göttingen 1984, ISBN 3-88243-026-5.
- mit Wolfgang Bittner und Rainer Butenschön: Vor der Tür gekehrt. Neue Geschichten aus Niedersachsen. Steidl Verlag, Göttingen 1986, ISBN 3-88243-059-1.
- als Hrsg.: Wie weiter? Plädoyers für eine sozialistische Bundesrepublik. Galgenberg, Hamburg, 1988, ISBN 3-925387-39-0.
- als Hrsg.: Die Amerikaner in der Bundesrepublik: Besatzungsmacht oder Bündnispartner? Kiepenheuer & Witsch, Köln, 1989, ISBN 3-462-01992-9.
- mit Jürgen Hogrefe (Hrsg.): Niedersächsische Skandalchronik von Albrecht bis Vajen. Steidl Verlag, Göttingen 1990, ISBN 3-88243-152-0.
- als Hrsg.: KohlZeit: Ein Kanzler und sein Deutschland. PapyRossa-Verlag, Köln, 1991, ISBN 3-89438-013-6.
- als Hrsg. Aufsätze von Hans Bleibinhaus u. a.: Fetisch Eigentum: Wie privat sind Grund und Boden? Hanser Verlag, München, 1992, ISBN 3-446-11567-6.
- mit Reinhard Kühnl: Was aus Deutschland werden sollte. Konzepte des Widerstands, des Exils und der Alliierten. Distel Verlag, Heilbronn 1995, ISBN 3-929348-06-3.
- mit Arno Klönne und Rainer Butenschön: Der lange Abschied vom Sozialismus. VSA Verlag, 1999, ISBN 3-87975-752-6.
- mit Gisbert Schlemmer und Horst Schmitthenner (Hrsg.): Kapitalismus ohne Gewerkschaften? – Eine Jahrhundertbilanz, VSA: Verlag Hamburg 1999, ISBN 978-3-87975-723-7.
- mit Rainer Butenschön (Hrsg.): Der Mensch & der Plan: Eine Jahrhundertbilanz des Kommunismus. VSA-Verlag Hamburg, 2000, ISBN 3-87975-794-1.
- mit Wolfgang Richter und Elmar Schmähling: Die Wahrheit über den NATO-Krieg gegen Jugoslawien. Schkeuditzer Buchverlag, Schkeuditz 2000, ISBN 3-9806705-2-X.
- als Hrsg. Arno Klönne (Mitw.): Tabus der bundesdeutschen Geschichte. Ossietzky, Hannover 2006, ISBN 3-9808137-4-6.